# Lago Geneva
Lago Geneva (en idioma Potawatomi: Kishwauketoe 'Agua Clara') es un cuerpo de agua dulce ubicado en el Condado de Walworth, Wisconsin, en la parte sureste del estado de Wisconsin, Estados Unidos. En sus orillas se encuentran la ciudad de Lake Geneva y los pueblos de Fontana-on-Geneva-Lake y Williams Bay. El lago cubre un área de aproximadamente 5401 acres (2185,7 ha; 8,4 mi²; 21,9 km²), con una longitud máxima de 7,8 millas (12,6 km), una profundidad media de 61 pies (18,6 m), y una profundidad máxima de 135 pies (41,1 m). Los geólogos creen que es un kettle rellenado formado por un glaciar en retroceso.

## Historia
El Lago Geneva estuvo habitado por la banda de la Nación Potawatomi de la pradera antes de la llegada de los colonos europeos. Durante las primeras tres décadas del siglo XIX, la banda fue dirigida por Big Foot. Esto llevó a los colonos del Lago de Ginebra a referirse a él como el Lago Big Foot.
En la década de 1830, un topógrafo del gobierno, llamado John Brink, rebautizó el lago y la ciudad que había a sus orillas en honor a Geneva (Nueva York), otra ciudad lacustre que él pensaba que se parecía a la de Wisconsin. Para evitar confusión con la cercana ciudad de Geneva (Illinois), la ciudad fue renombrada Lake Geneva; más tarde, el lago fue renombrado lago Geneva.
El lago es conocido como el único lugar en el mundo donde se practica el salto de correo (en inglés, mail jumping), un sistema de entrega de correo inusual que se mantiene como una tradición local: la persona que realiza el salto de correo (conocida como saltador de correo) es transportada en un cuerpo de agua por un bote. La persona salta del bote a un muelle, coloca el correo entrante en un buzón, recupera el correo saliente y salta nuevamente al bote. El bote continúa moviéndose a un ritmo lento y constante (aproximadamente 8 km/h) mientras el saltador de correo está saltando.

## Atractivos y acceso público
Los atractivos en las orillas del lago incluyen el Big Foot Beach State Park, el Lake Geneva Yacht Club, el campus de la George Williams College de la Universidad Aurora, y el Observatorio Yerkes Observatory. El observatorio ya no es propiedad de la Universidad de Chicago, que transfirió su propiedad a la fundación sin fines de lucro Yerkes Future Foundation en mayo de 2020.
El acceso público al lago es permitido como resultado de una decisión de los primeros colonos europeos de que "20 pies [6 metros] de tierra que llegaban hasta la orilla deberían ser de dominio público."
Un sendero costero, que está abierto al público, rodea completamente el lago. Con una longitud entre 21 y 26 millas (33,8 y 41,8 km), sigue la ruta tomada por los indios Potawatomi. El sendero cruza las propiedades de los Schwinn, Swifts, Wackers, y Wrigleys.

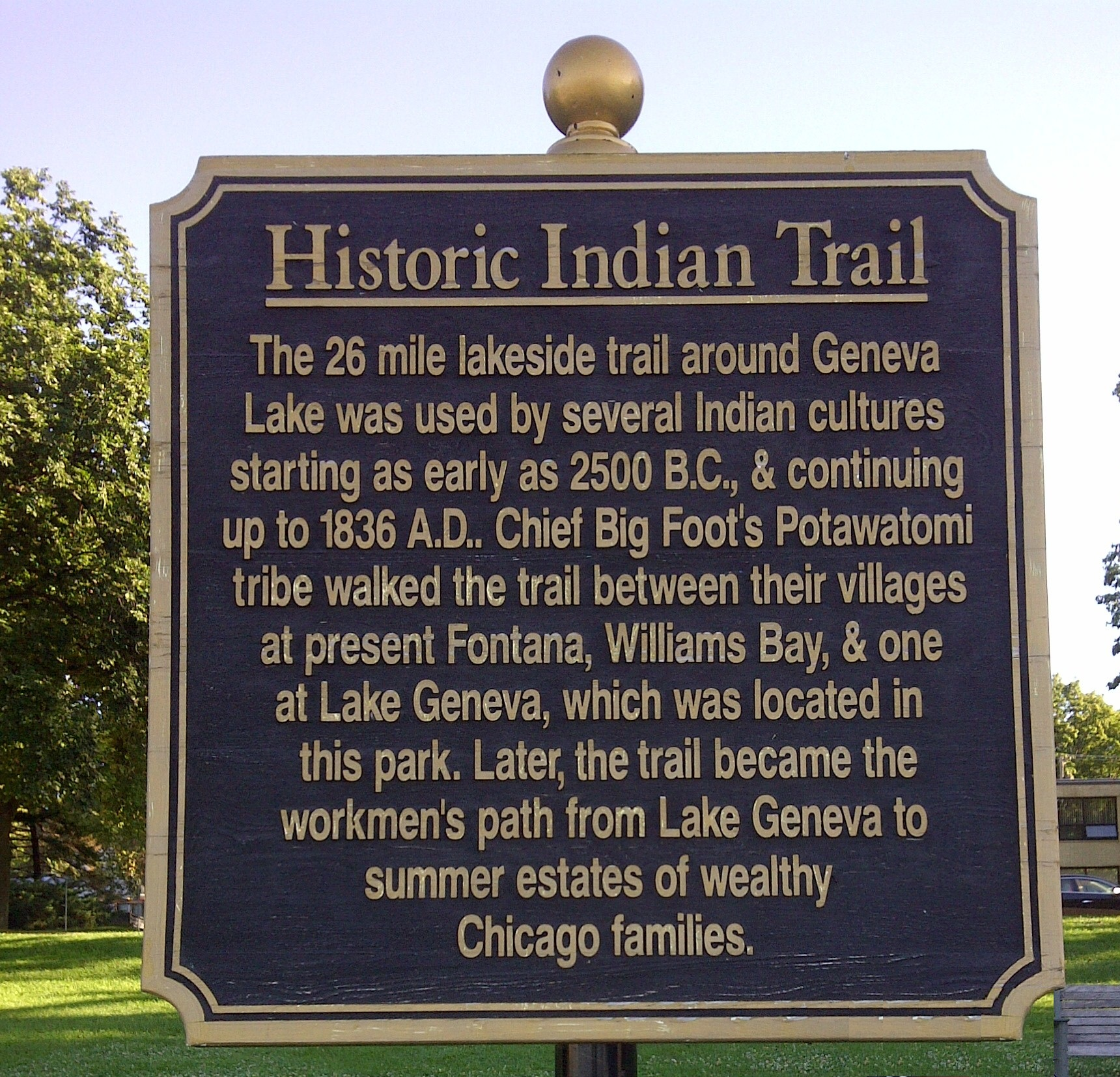
Señal de la senda costera del lago Geneva
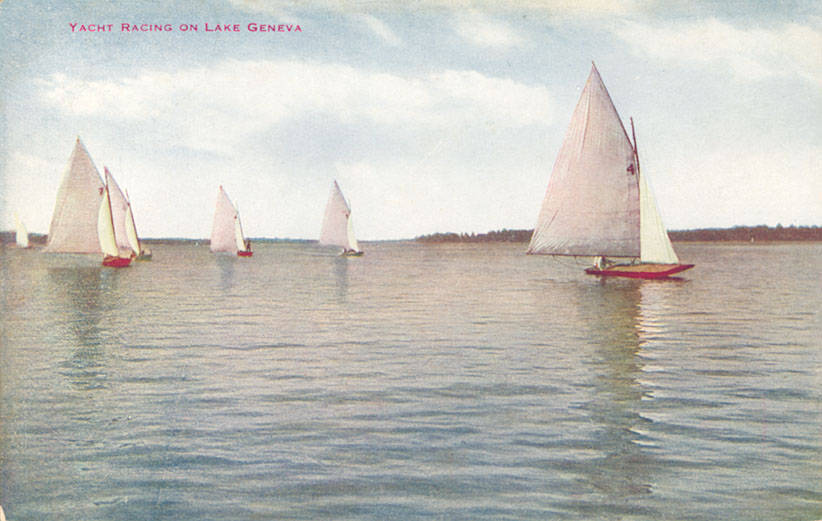
Postal de la carrera de yates en el Lago Geneva
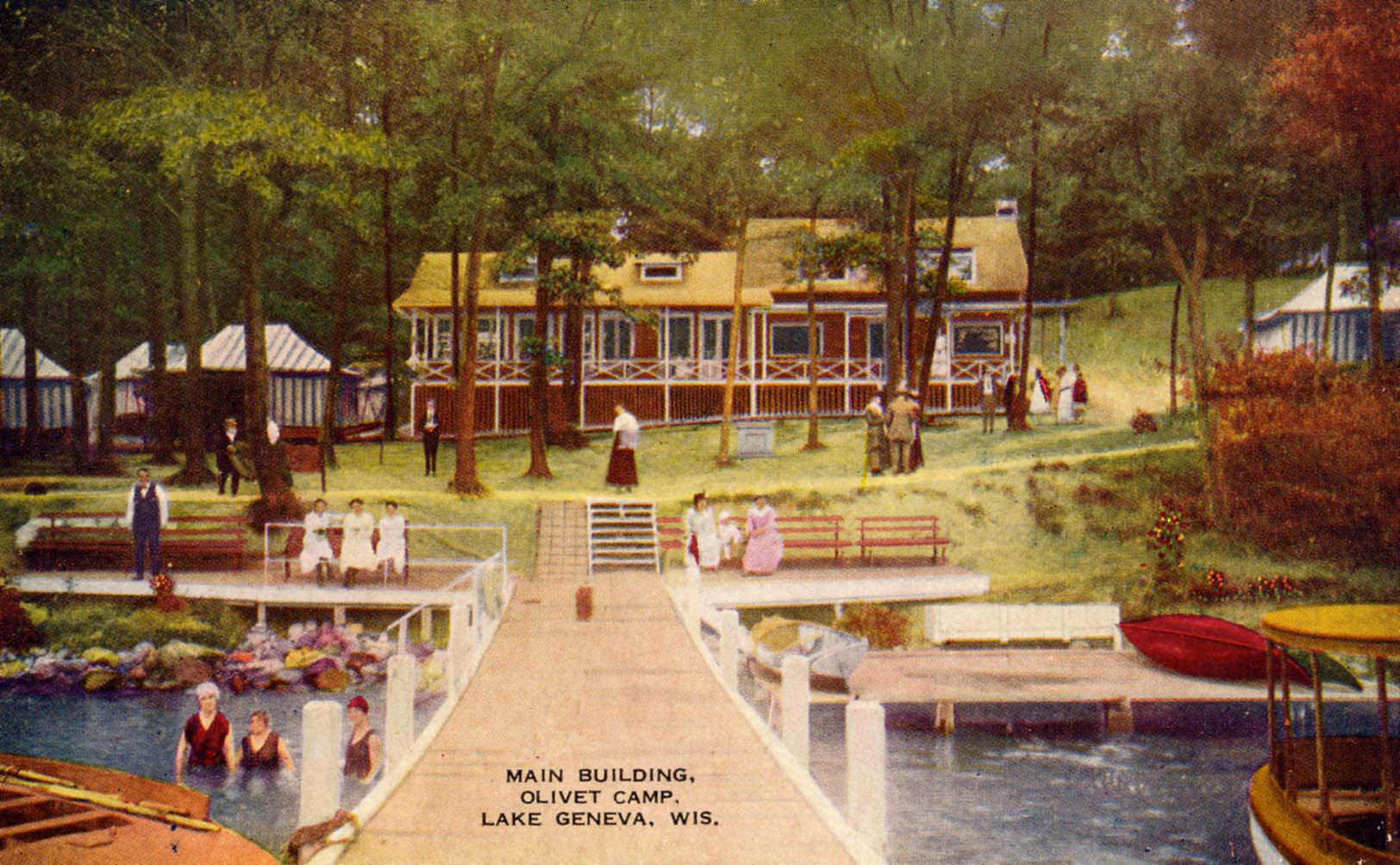
Postal de Olivet Camp